# 살인 전화
살인 전화(Sorry, Wrong Number)는 미국에서 제작된 아나톨 리트박 감독의 1948년 드라마, 느와르, 스릴러 영화이다. 바바라 스탠윅 등이 주연으로 출연하였고 할 B. 월리스 등이 제작에 참여하였다.

## 출연

### 주연
- 바바라 스탠윅
- 버트 랭카스터
- 앤 리처즈

### 조연
- 웬델 코리
- 해롤드 베르밀예아
- 에드 베글리
- 리프 에릭슨
- 윌리엄 콘래드

## 제작진
- 미술: 한스 드레이어
- 미술: A. 얼 헤드릭
- 의상: 에디스 헤드